# Danny Lupo
Daniel F. „Danny“ Lupo junior (* 1. November 1972 in Somerville, Massachusetts; † 29. November 2016 in Melrose, Florida) war ein US-amerikanischer Eishockeyspieler, der unter anderen in nordamerikanischen Minor Leagues sowie beim Iserlohner EC in der zweithöchsten deutschen Spielklasse aktiv war.

## Karriere
Danny Lupos Eishockeykarriere begann an der Matignon High School, an der er in seinem letzten Schuljahr als Most Valuable Player der Schulliga ausgezeichnet wurde. Nach einem Jahr bei unterschiedlichen Nachwuchsmannschaften gehörte er ab 1992 dem Team der Northeastern University an und konnte sich dort Jahr für Jahr steigern. Als Co-Kapitän war er in seinem Abschlussjahr mit 39 Punkten aus 32 Spielen der zweiterfolgreichste Scorer seiner Mannschaft.
Seine Profilaufbahn begann in der Saison 1996/97 bei den Tallahassee Tiger Sharks in der East Coast Hockey League (ECHL), bei denen Lupo mit einem Schnitt von mehr als einem Scorerpunkt pro Spiel ebenfalls zu den stärksten Stürmern gehörte. Während der Spielzeit 1997/98 wechselte er zu den San Antonio Dragons in die International Hockey League (IHL). Zu Beginn der Saison 1998/99 spielte er beim deutschen Zweitligisten Iserlohner EC, doch nach nur elf Partien wurde sein Vertrag aufgelöst. Daraufhin kehrte er in die ECHL zurück und beendete die Spielzeit bei den Miami Matadors. Weitere Stationen waren die Dayton Bombers und Memphis RiverKings, bevor er im Jahr 2001 seine Karriere beendete.
Lupo war anschließend als Trainer im Nachwuchs der Florida Everblades tätig und führte 15 Jahre lang eine Akademie für Jugendspieler. Im Jahr 2013 übernahm er zudem für ein Jahr den Trainerposten an seiner ehemaligen High School. Lupo starb im November 2016 unerwartet im Alter von 44 Jahren.

## Karrierestatistik
(Legende zur Spielerstatistik: Sp oder GP = absolvierte Spiele; T oder G = erzielte Tore; V oder A = erzielte Assists; Pkt oder Pts = erzielte Scorerpunkte; SM oder PIM = erhaltene Strafminuten; +/− = Plus/Minus-Bilanz; PP = erzielte Überzahltore; SH = erzielte Unterzahltore; GW = erzielte Siegtore; 1 Play-downs/Relegation; Kursiv: Statistik nicht vollständig)